# 杉山美和子
杉山 美和子（すぎやま みわこ、11月28日 - ）は、日本の漫画家。東京都出身。血液型はA型。

## 来歴・人物
2002年、『ちゃおDX』夏の増刊号に発表した「スイート・スイート・スイート」でデビュー。
その後、『ちゃお』から『ChuChu』へ移籍するが、2009年12月に『ChuChu』が廃刊に追い込まれたため、『ChuChu』の姉雑誌・『Sho-Comi』へと移籍した。
小さい頃から漫画家へ憧れを抱くようになり、初めて漫画を描いたのは自身が小学生の頃。
デビューまでは2、3年間投稿を続け、担当がつく。そこから更に半年間持ち込みを続けデビューに至る。
自身が漫画家になるために『ちゃお』の雑誌を選んだ理由について、「自分の作品の付録がつくのが夢だったから」と述べている。しかし実際『ちゃお』や『ChuChu』で付録が作られることはなく、『Sho-Comi』で初めて自身の作品のみの付録が付属されることとなる。
2018年4月からは、「花にけだもの」の続編「花にけだもの 〜ヰタ　セクスアリス〜」をデジタルコミック雑誌『&Flower』（アンドフラワー）で連載開始し、以後同雑誌で活動している。
雑誌の版元はいずれも小学館。

## 受賞歴
- 「ナチュラル☆ビューティー」（掲載時は「スイート・スイート・スイート」に改名） 小学館新人コミック大賞 第50回（2002年上期） 少女・女性部門 佳作
- 「花にけだもの」「全国書店員が選んだおすすめコミック2012」10位[5]
- 「Bite Maker 〜王様のΩ〜」「全国書店員が選んだおすすめコミック2020」14位[6][7]

## 作品一覧

### 連載作品
- ロイヤルグリーン（2006年『ChuChu』4月号〜同年6月号）
- 3つ星ラブデイズ（2006年『ChuChu』8月号〜同年10月号）
- アイノコトバ（2007年『ChuChu』1月号〜同年3月号）
- 恋してナンボ!（2007年『ChuChu』9月号〜同年11月号）
- アンタなんてお断り!（2007年『ChuChu』12月号〜2008年3月号）
- ラブ・サバイバル（2008年『ChuChu』7月号〜11月号）
- オレら降臨! 〜愛とか恋とか世界とか〜（2009年『ChuChu』1・2月合併号、3月増刊号、3・4月合併号〜2010年2月号）
- 嘘つきくすりゆび （2010年『Sho-Comi』11号〜同年13号）
- 花にけだもの（2010年『Sho-Comi』17号〜2012年23号）
- True Love （2013年『Sho-Comi』3・4月合併号〜2014年20号）
- 4月の君、スピカ。 （2015年『Sho-Comi』3・4合併号〜2017年10号）
- シェアキスラブ（2017年『Sho-Comi』18号〜2018年5合併号）
- 花にけだもの 〜ヰタセクスアリス〜（2018年『＆フラワー（アンドフラワー）』花にけだものスペシャル号〜2018年27号）
- Bite Maker 〜王様のΩ〜（2019年『＆フラワー（アンドフラワー）』39号〜2023年1号）
- Bite Maker AK（2023年『マンガワン』5月27日〜連載中[8] ）

### 読み切り作品
- スイート・スイート・スイート（2002年『ちゃおDX』夏号）
- ハラヘリ ヘリハラ〜恋するオナカ〜（2002年『ちゃおDX』秋号）
- ガッツ!マイラブ無限大（2003年『ちゃおDX』春号）
- いけない恋のススメ（2003年『ちゃおDX』夏号）
- P.S.ゴーストより（2003年『ちゃおDX』秋号）
- いなせ恋日和（2004年『ちゃおDX』春号）
- 戦場のガールズライフ（2004年『ちゃおDX』夏号）
- ハレルヤ!特攻マリア（2004年『ちゃおDX』冬号）
- カンバスと甘いキス（2005年『ChuChu』春号）
- ラブボーダー50（2005年『ChuChu』初夏号）
- もう恋なんてしない、けど。（2005年『ChuChu』夏号）
- ちょこっとキス（2005年『ChuChu』秋号）
- だけど、君でなきゃ（2007年『ChuChu』6月号）
- 夏恋チェリー（2009年『ChuChu』8月号）
- 悪彼バンビーノ（2010年『Sho-Comi』本誌6号）
- 悪彼バンビーノ2〜彼女しっかく〜（2010年『Sho-Comi』増刊6月15日号）

## 刊行作品

### ちゅちゅコミックス
- ロイヤルグリーン(全1巻、2006/9)
- 3つ星ラブデイズ(全1巻、2007/2/1)
- アイノコトバ(全1巻、2007/5/31)
- 恋してナンボ!(全1巻、2007/12)
- アンタなんてお断り!(全1巻、2008/5/30)
- ラブ・サバイバル(全1巻、2009/1/30)
- オレら降臨! 〜愛とか恋とか世界とか〜（全3巻、2009/7/24-2010/4/28）

### フラワーコミックス
- 嘘つきくすりゆび(全1巻、2010/8/26)
- オレら降臨!［新装版］（全3巻、2012/7/26）
- 花にけだもの（全10巻、2010/12/24-2013/5/24）
- 花にけだもの―蓮高卒業アルバム(永久保存版メモリアル・イラスト集、2013/2/22)
- True Love（全7巻、2013/5/24-2015/3/26）
- ラブ・サバイバル［新装版］(2014/5/26)
- 4月の君、スピカ。（全10巻、2015/5/26-2017/8/25）
- シェアキスラブ(全2巻、2018/2/26-2018/3/26)
- 花にけだもの 〜ヰタセクスアリス〜（全1巻、2018/8/24）
- Bite Maker 〜王様のΩ〜(既刊10巻、2019/1/25-)

### ノベライズ
- 花にけだもの 〜僕らのはじめて〜（高瀬ゆのか 著）

2012年10月26日発売、ISBN 978-4-09-134833-3
- 花にけだもの 〜僕らのゆくえ〜（高瀬ゆのか 著）

2013年1月25日発売、ISBN 978-4-09-135148-7
- 花にけだもの 〜僕らのみらい〜（高瀬ゆのか 著）

2013年5月24日発売、ISBN 978-4-09-135346-7
- True Love 〜約束〜（高瀬ゆのか 著）(2015/3/26)
- 花にけだもの （実写ドラマ ノベライズ）（橋口いくよ 著）

2018年8月24日発売、ISBN 978-4-09-231255-5
- 映画 4月の君、スピカ。（宮沢みゆき 著／池田 奈津子 脚本）

2019年3月20日発売、ISBN 978-4-09-231287-6
- ノベルズ Bite Maker 〜俺たちの秘密〜（橋口いくよ 著）

2020年12月10日発売、ISBN 978-4-09-871199-4

### オムニバス作品
- コスプレ男子図鑑(全1巻、2010/12/24)
- 初めてのお泊り〜僕らのはじめて〜(全1巻、2012/7/26)
- 恋、ぶるー。〜俺の気持ち、聞いてくれる？〜(全1巻、2013/7/26)
- 大好きなカレとハジメテの×××(全1巻、2014/4/25)
- 幼なじみはドＳ男子！(全1巻、2015/8/26)
- 結婚〜愛されすぎな花嫁〜(全1巻、2016/6/24)